# ベスト・フレンド (SMAPの曲)
「BEST FRIEND」（ベスト・フレンド）は、SMAPの楽曲。1992年7月8日にリリースされた4枚目のシングル『負けるなBaby! 〜Never give up』のカップリング曲。作詞：福島優子・森浩美、作曲：筒美京平、編曲：土方隆行が手がけた。

## 解説

### みんなのうた
作詞は当時16歳だった一般女性（福島優子）で、後から森浩美が補作。完成した歌詞に筒美京平がメロディーを付けるという形で制作される。
「ベスト・フレンド」とは「母親」のことで、反抗期を迎えた子供の微妙な心を歌った歌詞であり、最後は「ママはベスト・フレンド」という歌詞で終わっている。
当時はまだ無名だったSMAPの、唯一の『みんなのうた』出演作品。
映像は実写MVではなくアニメーションで、西内としお・安藤ひろみによる共同制作。
この時期は森且行が在籍していた時期であり、森が独立して5人体制になってから解散するまでは出演していない。

### CDリリース後
1992年7月にCD化される際、作品のコンセプトが、グループの絆や友達の大切さを歌ったものに変更され、最後の歌詞も「ママはベスト・フレンド」から「僕のBEST FRIEND」に変更される。
本作はその後、以下の記述のように、活動の節目や高視聴率を獲得した番組など、印象に残る場面で歌唱されることが多く、カップリング曲でありながら人気曲となっている。2013年6月8日に放送された『SmaSTATION!!』（テレビ朝日）では、番組企画「国民が選ぶSMAP人気シングルベスト25」にて、カップリング曲部門の第2位に選ばれた（第1位は「オレンジ」）。
- 1996年5月27日、メンバーを脱退・引退することになった森且行が『SMAP×SMAP』（フジテレビ）で最後のテレビ出演を果たす。ラストライブでは森がセレクトしたメドレーの最後に本作を歌唱。6人で歌唱する、最後の曲となった[3]。
- 2002年1月14日、不祥事により芸能活動を自粛していた稲垣吾郎が『SMAP×SMAP』で復帰し、5人全員で本作を歌唱する。番組の平均視聴率は34.2%（ビデオリサーチ、関東地区）を記録し、同番組歴代1位となる[4]。
- 2013年4月8日に放送された『SMAP×SMAP』の「SMAPはじめての5人旅」で、カラオケでメンバーが本曲を歌った際に、中居正広が感極まって号泣し、草彅剛ももらい泣きした。番組全体の平均視聴率は20.0%（同関東地区）を記録する[5]。
- 2014年7月26日・27日に放送された『武器はテレビ。SMAP×FNS 27時間テレビ』のグランドフィナーレ内「怒涛の超豪華27曲45分3秒!SMAPノンストップLIVE!!!SUPER MEMORIAL ADRENALIN PARTY」にて、最後から2番目に歌唱される。グランドフィナーレの平均視聴率は20.5%（同関東地区）を記録する[6]。
- 2016年12月26日に放送された『SMAP×SMAP』の最終回では、初回当初から現在までの総集編を放送され、その中で上記の「森且行 ファイナルステージ」「稲垣吾郎 復帰ステージ」「SMAPはじめての5人旅」「FNS27時間テレビ 45分ノンストップメドレー」の再放送の際に同曲が歌唱されており、同じ放送回の中で4回登場した[7]。

オリジナル・バージョンはアルバム未収録だが、2001年8月8日にリリースされたベストアルバム『pamS』には、河野伸がアレンジ、知野芳彦がコーラスアレンジを担当した新録音バージョン『BEST FRIEND (2001 version)』が収録されている。後のオリジナル音源は、2016年12月21日に発売されたデビュー25周年記念ベストアルバム『SMAP 25 YEARS』に初収録となった。このベストによるファンリクエスト投票結果に伴い、本楽曲の順位も発表された。リクエスト投票結果は上位3位にランクインした。

## 再放送
- 1995年12月 - 1996年1月
- 1997年8月 - 9月（ラジオのみ）
- 1998年12月 - 1999年1月
- 2000年8月 - 9月（ラジオのみ）
- 2002年4月 - 5月
- 2005年4月 - 5月（ラジオのみ）
- 2006年6月 - 7月（ラジオのみ）
- 2008年6月 - 7月
- 2011年6月 - 7月（ラジオのみ）
- 2013年4月 - 5月
- 2016年6月4日・7月2日・30日（リクエスト）
- 2017年2月 - 3月（お楽しみ枠）
- 2021年4月